# Laufende Wirtschaftsrechnungen
Die Laufenden Wirtschaftsrechnungen (LWR) der privaten Haushalte sind eine kontinuierliche Erhebung der amtlichen Statistik. Sie wird gemeinsam durch das Statistische Bundesamt und die Statistischen Landesämter durchgeführt.
80000 private Haushalte nehmen jährlich an der Erhebung teil. Sie machen jeweils drei Monate lang detaillierte Angaben zu ihren Einnahmen, Ausgaben, Vermögensbildung, Wohnverhältnissen und Ausstattung mit Gebrauchsgütern sowie zu soziodemografischen und sozioökonomischen Merkmalen. Die LWR sind eine wichtige Datenquelle zur Beurteilung der Einkommenssituation und des Konsumverhaltens der Gesamtbevölkerung und ihrer einzelnen Gruppen.
Die Ergebnisse der LWR sind die Datenbasis zur Ermittlung der Feinwägungsschemata des Verbraucherpreisindexes sowie die Verwendungsrechnungen für die Volkswirtschaftliche Gesamtrechnung. Hauptnutzer sind die Bundesministerien und die amtliche Statistik.

## Geschichte
Die Laufenden Wirtschaftsrechnungen werden in der Bundesrepublik Deutschland seit 1949 durchgeführt. Bis 1999 wurden nur bestimmte Haushaltstypen einbezogen, seit 1999 wird die Stichprobe aus allen Haushalten gezogen (Ausnahmen s. u.).

## Rechtsgrundlage
Die LWR werden auf Grundlage des Gesetzes über die Statistik der Wirtschaftsrechnungen privater Haushalte sowie des Gesetzes über die Statistik für Bundeszwecke (BStatG) erhoben.

## Stichprobe und Erhebung
Die Stichprobe setzt sich hauptsächlich aus Teilnehmern der letzten Einkommens- und Verbrauchsstichprobe (EVS) zusammen. Es handelt sich um eine Quotenstichprobe. In den Jahren, in denen eine EVS-Erhebung stattfindet, werden die LWR-Ergebnisse aus der EVS generiert und nicht eigenständig erhoben.
Die Grundgesamtheit bilden die privaten Haushalte mit einem monatlichen Haushaltsnettoeinkommen bis zu 18.000 € mit Ausnahme der Haushalte von Selbstständigen und Landwirten. Die Teilnahme ist freiwillig. Die teilnehmenden Haushalte erhalten eine Aufwandsentschädigung; sie dürfen auch über mehrere Jahre an der Erhebung teilnehmen.
Die Befragung erfolgt schriftlich und wird von den Statistischen Landesämtern durchgeführt. Die Haushalte machen einmalig „Allgemeine Angaben“ zu soziodemografischen und sozioökonomischen Merkmalen, zur Wohnsituation und zur Ausstattung mit Gebrauchsgütern (Stichtag 1. Januar) und führen dann jeweils über ein Quartal ein Haushaltsbuch.

## Veröffentlichung und Zugang
Die Ergebnisse zu den „Allgemeinen Angaben“ werden gegen Ende des folgenden Jahres veröffentlicht, Ergebnisse aus dem Haushaltsbuch im übernächsten Jahr. Die Veröffentlichung erfolgt in der Fachserie 15, Reihe 1 und 2, des Statistischen Bundesamtes; Kommentare zu Ergebnissen und Methodenberichte erscheinen in der Zeitschrift Wirtschaft und Statistik, Ergebnisse auf Landesebene bei den Statistischen Landesämtern.
Über das Online-Angebot des Statistischen Bundesamtes und über das Datenbanksystem GENESIS-Online sind einige Tabellen einsehbar. Der Zugang zu den faktisch anonymisierten Datensätzen ist nur für Forschungseinrichtungen unter strengen Auflagen möglich.